# 2時のワイドショー
『2時のワイドショー』（にじのワイドショー）は、読売テレビで1979年3月5日から1992年10月2日まで生放送されていたワイドショーである。通称「2時ワイド」。

## 概要
1977年10月3日から1979年3月2日まで同系列局で放送されていた『ワイドショー今』を、4月改編より1か月早く3月5日からリニューアルしたものである。そういった経緯から番組内で放送期間について述べる際には『ワイドショー今』を含めて計上する事が多かった（例を挙げると『午後は○○おもいッきりテレビ』に内包された1987年10月に「放送開始10周年」として記念企画を行っていた）。また平日午前から午後までの生放送情報番組強化による大幅な改編を行った日本テレビなども4月2日からネットを開始した。なお、1979年3月5日は『ズームイン!!朝!』の開始日と同日である。
月・火・水曜日の3日間は、女性が興味を抱く話題を前後左右裏表からテーマを1つに絞って徹底追及し、木曜日には心霊・怪奇現象をテーマに放送。そして金曜日にはウィークエンド情報を伝えていた。当初は横山ノック担当の「ノックで見合い」や、笑福亭鶴瓶担当の「鶴瓶の今週の悪役ベストテン」といった日替わりコーナーも放送された。
当時の平日14時台では、毎日放送 (MBS) と朝日放送 (ABC) が主に西日本地区の系列局でブロックネットされていたワイドショーを制作していた。東京発のワイドショー番組が芸能関係に特化しているのに対して、大阪発のワイドショー番組は特に主婦向けの生活情報や悩み相談、ゲストを交えたトークコーナーなどで構成されており、この番組も同様だった。また、関西他局の番組と異なり、東日本も含む準全国ネットで放送された。
なお、1980年代初頭には最後の部分 (14時50分 - 15時15分) に東京・日本テレビのスタジオ（当時は麹町）から芸能情報コーナー「芸能マイスタ」（形式上ローカル枠だった『マイスタ芸能ワイド』を統合・移動した上で全国ネット化したもの）を放送していたが、後にそれがワイドショー『酒井広のうわさのスタジオ』（1982年10月 - 1987年9月、14時50分 - 15時45分）へと発展していった。
「最新芸能情報」（水曜日）はもちろんの事、ミヤコ蝶々や栢木寛照らをコメンテーターに迎えた人生相談「夫婦110番」、神田川俊郎による「神田川料理道場」（共に木曜日）、心霊写真特集、浜村淳による映画紹介コーナー（金曜日）や「お宅拝見」コーナー（火曜日、番組内では「豪邸訪問」と呼ぶ事もあった）、さらには視聴者参加型の不定期特集も企画するなど、主婦向けワイドショーの定番とも言える内容が各曜日毎にラインナップされ、全国的な人気を得ていた。また、一時期には歌のゲストも用意されていた。
番組の提供スポンサーは前半は全国共通（2024年5月現在の『情報ライブミヤネ屋』に受け継がれている）で後半はネット局毎に異なるローカルセールス枠だった。
番組のテーマ曲はキダ・タローが作曲したものである（末期は西口富蔵の編曲でアップテンポ調にアレンジされた）。
当初はワイドショーでは異例のステレオ放送を行っていたが、1987年10月5日放送分をもってモノラル放送へ移行した。末期はクリアビジョン放送を実施していた（後番組『Beアップル2時!』で継続）。

## 放送時間
- 開始 - 1982年4月2日　　14時 - 14時55分
- 1982年4月5日 - 10月1日　14時 - 15時15分
  - 『マイスタ芸能ワイド』の時間移動による統合（「芸能マイスタ」の開始）に伴い、放送枠を拡大。ただし、従来通り14時55で飛び降りるネット局があった。
- 1982年10月4日 - 1987年10月2日　14時 - 14時50分
  - 「芸能マイスタ」を発展させた新番組『酒井広のうわさのスタジオ』の開始に伴い、放送枠を縮小。
- 1987年10月5日 - 1988年9月30日　13時55分 - 14時50分
  - 新番組『午後は○○おもいッきりテレビ』への内包に伴い、放送枠を変更。ただし、飛び乗り局があった関係で14時に飛び乗りポイントが設けられ、それまでの5分間は東京と大阪とのスタジオのやり取りとなった。中には福井放送の様に、『おもいッきりテレビ』を13時20分で一旦 飛び降りながら、当番組部分のみネットに復帰する局があった。
- 1988年10月3日 - 最終回　14時 - 15時
  - 『おもいッきりテレビ』の大幅な放送枠の縮小により変更。後番組の『Beアップル2時!』も継続した。

## 出演者

### 歴代司会者
- 1979年4月 - 1980年3月：上岡龍太郎、横山ノック、上沼恵美子、浜村淳
- 1980年4月 - 1981年3月：奥田博之、高田美和
- 1981年4月 - 1982年3月：奥田博之、武原英子、吉本真由美
- 1982年4月 - 1989年6月16日：奥田博之[3][4]、吉本真由美[3][4]
- 1989年6月19日 - 1992年10月2日：羽川英樹、星由里子、森たけし（進行補助）

（注）1982年4月5日 - 9日放送分で、奥田博之・吉本真由美・三笑亭夢之助と記録があるのは「芸能マイスタ」を包含していたため（日本テレビ編成部1982.3.24週間番組確定表による）。

### レギュラー出演者
- ミヤコ蝶々（毎週木曜・「夫婦110番」のパーソナリティ）
- 清川虹子（蝶々が舞台などで長期休業する際の代打で、ほぼ毎回「夫婦110番」のパーソナリティを担当）
- 横山ノック（司会降板の後、パネラーとして継続参加）
- 笑福亭鶴瓶
- 笑福亭鶴光
- 京唄子（番組末期には、蝶々の代打で「夫婦110番」のパーソナリティとしても活躍）
- 浜村淳（司会降板の後、パネラーとして継続参加）
- 大屋政子（ゲストコーナー「大屋政子をめぐるうわさの男!」担当）
- 今いくよ・くるよ
- オール阪神・巨人
- 上沼恵美子（司会降板の後、パネラーとして継続参加）
- 円広志
- 桂小枝
- 月亭可朝
- 桂春之助（後の4代目桂春団治）
- 里見まさと
- 亀山房代
- 神田川俊郎（「神田川料理道場」師範）
- 程一彦

ほか
ノック（上岡・浜村）時代から奥田時代における女性司会者の立場は、いわゆる「アシスタント」扱いだったが、5代目女性司会者の星は、羽川と対等の「メイン」司会として扱われた。それに伴い、進行補助として当時読売テレビのアナウンサーで『ズームイン!!朝!』のリポーターをしていた森たけしが参加していた。

## 夫婦110番
視聴者に同番組を最も印象付けたのは、木曜日にある主に嫁・姑の家庭内対立を扱う名物コーナー『夫婦110番』の劇的な演出である。特にミヤコ蝶々による鬼嫁の迫真の演技は、新聞のラテ欄にも書かれたショッキングなタイトルと相俟って注目を浴びた。数回に一度は鬼姑や月亭可朝などによるダメ亭主も採り上げられたが、大半は鬼嫁ネタだった。木曜日はこのコーナーと「神田川料理道場」の2本立て体制であった。前日（すなわち水曜日）のエンディングでは必ず「明日のこの時間は（改行）「（以下に示すネタの例の名前が入る）」（改行）をお送りします。」の字幕表示も出た。
基本的には最初の全国向け提供クレジットの後、司会者並びに木曜日レギュラー陣の挨拶を3分程度挟み、次に司会者が1回目の相談内容（主に嫁・姑）を簡単にコメントしてから再現ドラマを4 - 5分程度放送し、さらに引き続いて司会者並びに木曜日レギュラー陣との間でその相談内容について語り合うというものであった。
また、提供クレジットの全国向けからローカル向けへの切り替え後にも2回目の相談内容（主に夫婦間）があった。それ以降の流れは1回目と同じだった。ただ、1回目の流れと2回目の流れとの相違点は、再現ドラマ終了後相談内容を語り合っている最中にCMが入るか入らないかの違いだけであった（1回目ではCMが入ったが、2回目では入らなかった）。
相談内容は1回の放送につき2回までで、2回目終了後はCMを挟んでから「神田川料理道場」へ続くというものであった。
再現ドラマのオープニングは、両者共画面左上に「夫婦110番」の表記で統一されていたが、前者（すなわち1回目）では1990年1月11日放送分から「嫁と姑の110番」の表記に変わった（ただし、オープニングのジングルは両者とも同じ）。

## 激トク!ジャンケンポン!
番組の最後に行われていたコーナー。1988年10月3日から1989年12月28日放送分まで実施。進行役は里見まさとと亀山房代が務めていた。
このコーナーで指名された観客（主に女性層）は、曜日別のレギュラー出演者のいずれかか番組ゲストが日替わりで務める「ジャンケンマン」を相手に、2台のテレビモニターを用い、16分割の賞品パネルにはめ込まれた高速回転する電光ルーレットにより指名した賞品の獲得を賭けてジャンケンを行うというものであった。
勝てばその賞品をもらえるが、逆に負けた場合には視聴者プレゼントにされた（ジャンケンマンが応募ハガキのいっぱい詰まった投函箱をあさりまくり、これぞと思う応募者を1人選び、亀山に提示した。その際に亀山はハガキを片手に「○○（賞品名が入る）は、○○（居住地名が入る）の○○さんに当たりました」とコメントした）。勝った場合には参加者の意志で続ける事も途中でやめる事もできたが、そのまま続けて次の2品目以降の賞品獲得を賭けた対戦で負けた場合には、その時点で獲得していた賞品がすべて没収され、やはり視聴者プレゼントにされた。
なお、1回目の対戦前に2枚ある「カエル」のイラストが描かれたパネルを引き当てた場合には、ジャンケンにチャレンジできず、まさとからカエルのぬいぐるみが渡されて即退場と相成った（参加者の意志でそのままチャレンジを続行し、2回目以降の対戦でこの様なケースになった場合は、2回目以降のジャンケンにチャレンジできないどころか、それまでに獲得していた賞品もすべて没収、そのまま視聴者プレゼントとなるというルールだった）。

## 放送局
系列は放送当時のものを記載。
| 放送対象地域           | 放送局                   | 系列                          | 備考                                                                                    |
| ---------------------- | ------------------------ | ----------------------------- | --------------------------------------------------------------------------------------- |
| 近畿広域圏             | 読売テレビ (ytv)         | 日本テレビ系列                | 製作局                                                                                  |
| 関東広域圏             | 日本テレビ (NTV)         | 日本テレビ系列                | 1979年4月2日よりネット開始                                                              |
| 青森県                 | 青森放送 (RAB)           | 日本テレビ系列                | 1991年10月1日から放送 1991年9月まではテレビ朝日系列とのクロスネット局                   |
| 岩手県                 | テレビ岩手 (TVI)         | 日本テレビ系列                | 1980年3月まではテレビ朝日系列とのクロスネット局                                         |
| 宮城県                 | ミヤギテレビ (MMT)       | 日本テレビ系列                |                                                                                         |
| 福島県                 | 福島中央テレビ (FCT)     | 日本テレビ系列                | 1981年4月1日から放送 1981年9月まではテレビ朝日系列とのクロスネット局                    |
| 山梨県                 | 山梨放送 (YBS)           | 日本テレビ系列                | 1980年4月から放送                                                                       |
| 新潟県                 | テレビ新潟 (TeNY)        | 日本テレビ系列                | サービス放送開始後の1981年3月27日から放送                                               |
| 長野県                 | テレビ信州 (TSB)         | 日本テレビ系列                | 1980年10月の開局時から放送 1991年3月まではテレビ朝日系列とのクロスネット局（NNS非加盟） |
| 静岡県                 | 静岡第一テレビ (SDT)     | 日本テレビ系列                | 1979年7月の開局時から放送                                                               |
| 石川県                 | テレビ金沢 (KTK)         | 日本テレビ系列                | サービス放送期間中の1990年3月27日から放送                                               |
| 福井県                 | 福井放送 (FBC)           | 日本テレビ系列 テレビ朝日系列 | 1983年4月4日から放送 1989年3月までは日本テレビ系単独加盟局                              |
| 中京広域圏             | 中京テレビ (CTV)         | 日本テレビ系列                |                                                                                         |
| 鳥取県・島根県         | 日本海テレビ (NKT)       | 日本テレビ系列                | 1989年10月から放送                                                                      |
| 広島県                 | 広島テレビ (HTV)         | 日本テレビ系列                |                                                                                         |
| 香川県 →香川県・岡山県 | 西日本放送 (RNC)         | 日本テレビ系列                | 1979年3月19日よりネット開始 1983年3月までの放送対象地域は香川県のみ                     |
| 福岡県                 | 福岡放送 (FBS)           | 日本テレビ系列                | 1979年4月2日よりネット開始                                                              |
| 長崎県                 | 長崎国際テレビ (NIB)     | 日本テレビ系列                | サービス放送期間の1991年3月25日から放送                                                 |
| 熊本県                 | くまもと県民テレビ (KKT) | 日本テレビ系列                | 1982年4月の開局時から放送                                                               |